# Parasosibia villosa
Parasosibia villosa är en insektsart som beskrevs av Ludwig Redtenbacher 1908. Parasosibia villosa ingår i släktet Parasosibia och familjen Diapheromeridae. Inga underarter finns listade i Catalogue of Life.